# Qualificazione giuridica
La qualificazione giuridica, nel diritto, indica la relazione intercorrente tra una norma giuridica e un fatto o atto giuridico.
La norma giuridica può prevedere, nella sua fattispecie astratta, meri fatti giuridici o atti giuridici, ivi compresi i fatti e gli atti normativi. Posti in relazione con la fattispecie astratta, i fatti e gli atti giuridici concretamente verificatisi, ossia la fattispecie concreta, ricevono una qualificazione dalla norma.
Gli atti giuridici congruenti con la fattispecie astratta della norma sono qualificati in termini di efficacia e validità. La validità può non coincidere con l'efficacia perché questa può dipendere da fatti ulteriori (condizioni di efficacia); peraltro, l'ordinamento può collegare effetti prodromici all'atto, anche se non si sono ancora verificate le condizioni di efficacia. 
I meri fatti giuridici congruenti con la fattispecie astratta della norma sono qualificati in termini di rilevanza. Il mero fatto qualificato è sempre efficace: non si presta a essere inefficace, come non si presta a essere invalido; se esiste così come è previsto dalla norma, allora produce gli effetti giuridici da questa stabiliti ed è, quindi, efficace.